# 上伊美村
上伊美村（かみいみむら）は、大分県東国東郡にあった村。現在の国東市の一部にあたる。

## 地理
国東半島の北部、伊美川の上流に位置していた。

## 歴史
- 1889年（明治22年）4月1日、町村制の施行により、東国東郡赤根村、千燈村、野田村が合併して村制施行し、上伊美村が発足[1][2]。旧村名を継承した赤根、千燈、野田の3大字を編成。
- 1940年（昭和15年）12月23日、東国東郡伊美村に編入され廃止[1][2]。

## 産業
- 農業